# 華人労務者
華人労務者（かじんろうむしゃ）とは日中戦争時に労働力不足であった日本において、日本の企業が中国大陸から雇用した中国人労働者のことである。

## 経緯

### 華人労務者内地移入二関スル件
1942年（昭和17年）11月27日、東條内閣によって、戦中で人材不足していた日本産業界の要請で「華人労務者内地移入二関スル件」が閣議決定された。

### 次官会議
2001年福岡地裁損害賠償等請求事件での原告側証人田中宏によれば、閣議決定の前提となった次官会議にて華人労務者の待遇について「契約期間は2年」「賃金を払う」「送金は自由」「故国への持ち帰り金も特別制限は加えない」と決定されていたため、閣議決定では「衣食住及び賃金、家族送金、持ち帰り金等の給与待遇等についても万全を期するごとく考慮せり」とされた。また華人労務者に対し企業は一日5円は支払わなければならないことが決められていたという。

## 関係した企業
以下の企業35社（135事業所）が関係したとされる。
鹿島組、間組、飛島組、大成建設、西松組、熊谷組、奥村組、三菱鉱業、三井鉱山、三井造船、住友金属鉱山、住友石炭鉱業、日鉄鉱業、藤田鉱業、野村鉱業、昭和鉱業、日本鉱業、古河鉱業、日本化学工業、鉄道建設興業、伏木海陸運送、東日本造船函館、神戸船舶、北海道炭礦汽船、日本港運業会、藤永田造船所、大阪船舶、新日本製鐵、宇部興産、地崎工業、青山管財、石川島播磨重工業、臨港グループ、七尾海陸運送、酒田海陸運送の35企業。
これらの企業は厚生省に必要な華人労働者数を申請し、運輸省と軍需省が協議をして各事業所へ割り当てて人数を確定し、大東亜省が現地の在中日本大使館、労務統制機関などと連絡を取り、汪兆銘政権（南京国民政府）は日本の要請から華北労工協会・日華労工協会・華北運輸公司・福日華工会社などの中国側の労務統制機関を通じて労務者を集めた。
また、田中宏によれば、この中国人の労務統制機関と日本企業は契約を結んでおり、供出を受ければ手数料を払っていた。

## 日本への移送
労務統制機関の職員の他に軍隊も協力したとされ、北支那方面軍少尉であった猪瀬建造の主張によると日本軍が捕らえた俘虜も集めて移送したとされる。また、猪瀬は「北支那方面軍が軍をあげて行っていたのではなく、それぞれの部隊の上官の判断で「討伐（治安を守るため、農民のふりをした敵の可能性のある者を捕まえ連行する）」という小規模な軍事行動から生まれた副産物であった」と証言している。

## 労務状況
外務省報告書の移入集団別素質によると、集められた華人労務者の75％が農民で年齢は15歳～60歳位であり、日本全国の135事業所に38,935人が送られ、6,830人が死亡したとされる。
- 三井鉱山砂川事業所の炭鉱の例では昭和20年に命令に従わない中国人を係員が日本刀で脅したり、制裁を加えたこともあったとされる。現場の管理は華労指導員（中国人）がおこなっており、日本人が直接「制裁」をした例は希であった[8]。

- 秋田県北秋田郡花岡町の花岡鉱山の例では、工事を請け負っていた鹿島組の元で、劣悪な環境で働かされていた中国人986人中、1945年6月までに137人が死亡した。残りの労働者達は6月30日の夜、中国国民党将校であった耿諄を指導者として800人が蜂起し、日本人補導員4人などを殺害し逃亡した。しかし7月1日、憲兵、警察、警防団の出動により鎮圧された。その後、釈迦内村（現大館市）の獅子ヶ森に籠っていた多数の労働者も捕縛され、最終的に拷問を受けるなどして総計419人が死亡した。

## 華人労務者事業場別就労調査報告書
1946年に外務省が東亜研究所に委託して、戦時中の華人労務者等に関する現地調査を行った外務省報告書華人労務者事業場別就労調査報告書によると、華人労務者は「自由募集」とともに、「行政供出」「特別供出」「訓練生供出」により集められ、このうち「行政供出」については半強制的な面もあったことが記されている。

## 損害賠償請求裁判

### 花岡事件裁判
1985年8月、花岡事件における蜂起を指導した耿諄は、当時の鹿島組（現鹿島建設）が「一切の責任はない、中国労工は募集によって来た契約労働者である、賃金は毎月支給した、遺族に救済金も出している、国際BC級裁判は間違った裁判である」と主張していることを知り、鹿島に損害賠償を求めて提訴した（弁護団長：新美隆）。
1997年、東京地方裁判所は訴追期間の20年を経過しており、時効であるとして訴えを棄却した。原告は東京高等裁判所に控訴した。原告の元作業員らの当事者尋問を経ないまま新村正人裁判長は和解を勧告し、2000年11月29日に東京高裁で和解が成立した。被告の鹿島が5億円を「花岡平和友好基金」として積み立て、救済することで決着が図られた。

### 西松建設裁判
2007年、「強制連行」されたと主張する元華人労務者らが、使用者であった西松建設を相手に起こした損害賠償請求裁判では、「仕事を世話してやるなどとだまされたり、突然強制的にトラックに乗せられたりして収容所に連行された」「農作業中に日本軍の襲撃を受け連行された」などと原告は主張した。判決では被告の西松建設の帰責性を高める事情（斉南から300人連行されてきたことに加え、青島から日本に連行するときに360名となっている事実関係）を付加するとともに、本件の強制性について「日本政府の国策と企業の利潤追求という両者の利害が一致し、両者が協力してその制度及び実施を作り上げた結果発生したものである」として原告の損害賠償請求権を認めたものの、日中共同声明5項により請求権放棄の対象となるとして原告の請求は棄却された。その一方で、判決は強制連行の事実を認め「被害者の苦痛は極めて大きい。関係者の被害救済に向けた努力が期待される」とも述べ、訴訟外での手続きによる自主的な救済を求めていた。西松建設は強制性はなかったと判決後にも反論し、「問題は解決済み」という立場を取ってきたが、違法献金事件を機に企業責任を重視する対応に方針転換した。
その後、西松建設と原告側との間では即決和解手続きにより、2009年10月23日に東京簡易裁判所で和解が成立した。和解内容として、西松建設側は強制的に連行した事実を認めて謝罪し、2億5千万円を寄託して被害補償や消息不明者の調査、記念碑建立などを目的とする基金を設立するとしている。

### 三菱マテリアル裁判
元華人労務者や遺族が三菱マテリアル（旧三菱鉱業）に対して損害賠償と謝罪を求める訴訟を中国の裁判所に起こした。三菱マテリアルは当初、訴訟を起こしたすべての中国側団体との和解を目指し和解案を示し、複数の団体が和解の受け入れを表明したが、一部の団体が「誠意がない」として反発したため、元華人労務者の高齢化も考慮して和解受け入れを表明している団体との和解を優先する方針に転換した。2016年6月1日、三菱マテリアルは生存する元華人労務者3765人に直接謝罪し、双方が和解文書に調印した。骨子は、
- 三菱マテリアルの前身の三菱鉱業らは、強制連行された3765人の中国人労働者を受け入れ、劣悪な条件下で労働を強いた。
- 三菱側は歴史的責任を認め、深甚なる謝罪の意を表す。被害者らは謝罪を受け入れる。
- 三菱側は本件の解決のため設立される基金に金員を拠出し、記念碑の建立に協力する。
- 三菱側は謝罪の証しとして、直ちに１人当たり10万元（約170万円）を支払う。

というものだった。三菱マテリアルは「『過ちて改めざる、是（これ）を過ちという』。弊社はこのように中国人労働者の皆様が人権侵害された歴史的事実を率直かつ誠実に認め、痛切なる反省の意を表する」と表明。和解案に反発していた団体以外の複数の団体も「謝罪を誠意あるもの」として受け入れた。この問題では過去最高額の支払金となり、企業側と中国側団体が和解文書を取り交わしたのも初めてのこととなった。今回の和解によって、今後の日中関係次第などでは、日本企業に対しさらなる新しい訴訟が起こされることが指摘されている。